# Антонінський ґебіт
Антоні́нський ґебі́т (нім. Kreisgebiet Antoniny «Антонінська округа») — адміністративно-територіальна одиниця генеральної округи Волинь-Поділля Райхскомісаріату Україна з центром у Антонінах, що існувала протягом німецької окупації Української РСР.

## Історія
Округу утворено о 12:00 1 вересня 1941 року на території Антонінського, Базалійського і Красилівського районів Кам'янець-Подільської області. Станом на 1 вересня 1943 р. Антонінський ґебіт поділявся на 3 райони: район Антоніни (нім. Rayon Antoniny), район Базалія (нім. Rayon Basalia) і район Красилів (нім. Rayon Krassilow) — які збігалися межами з трьома передвоєнними радянськими районами: Антонінським, Базалійським і Красилівським.
Керівний орган ґебіту — ґебітскомісаріат мав у своєму підпорядкуванні районові управи, що являли собою середню ланку у структурі місцевого самоврядування. Органами нижчого рівня у цій системі були волосні управи, які виникали на місці розпущених радянських сільрад і керували кількома населеними пунктами. Так, у Антонінському районі було створено 14 волостей, кожна з яких налічувала по 2-4 села. У кожному селі було утворено сільську управу з виборними старостою і писарем. 
У Антонінах виходило друковане видання «Світлий промінь». Відомі випуски з 28 вересня 1941 по 1944 рік. Його редактором був В. Прибатень.
5 березня 1944 року адміністративний центр округи селище Антоніни зайняли радянські війська .